# 호르헤 과과
호르헤 다니엘 과과 타마요(스페인어: Jorge Daniel Guagua Tamayo ˈxorxe ˈɣwaɣwa[*], 1981년 9월 28일, 에스메랄다스 ~)는 에콰도르의 전 축구 국가대표 선수이다. 포지션은 센터백이다.
중앙 수비수로, 과과는 기대주로써 프로 무대에 첫선을 보였다. 그는 민첩하고 기술적인 능력으로 2001년 FIFA 세계 청소년 축구 선수권 대회에 참가한 에콰도르 국가대표팀에 발탁되었다. 같은 해, 그는 에콰도르 성인 국가대표팀 경기에도 처음 출전하였고, 2006년 FIFA 월드컵에서 자국을 대표로 출전했다. 그는 베네수엘라에서 열린 2007년 코파 아메리카에서도 자국을 대표로 출전했다.
그러나, 엘 나시오날의 주장으로써 2005년 리그 우승으로 이끌었던 과과는 주로 에콰도르 국가대표팀 최다 출전 기록을 지닌 이반 우르타도의 백업으로 기용되었다. 그는 2006년 5월 19일까지 16번의 국제경기에 출전하였고, 이날에는 멕시코전에서 골을 넣었다. 2006년 FIFA 월드컵 직후, 그는 아르헨티나의 콜론으로 이적했다. 평범한 활약을 펼치던 그는 에콰도르로 유턴해 에멜레크에 입단하였다. 2007년 12월, 과과는 에멜레크의 지역 라이벌 바르셀로나 스포르팅의 선수가 되었다. 2009 시즌을 앞두고, 그에게 명성을 안겨다 준 엘 나시오날로 귀환을 확정지었다. 2011년 12월 1일, 그는 멕시코의 아틀란테로 이적하였다.

## 수상
엘 나시오날
- 에콰도르 세리에 A: 2005 클라우수라

LDU 키토
- 에콰도르 세리에 A: 2010
- 레코파 수다메리카나: 2010